# 805-й истребительный авиационный полк
805-й истребительный авиационный Тильзитский ордена Александра Невского полк (805-й иап) — воинская часть Военно-воздушных сил (ВВС) Вооружённых Сил РККА, принимавшая участие в боевых действиях Великой Отечественной войны.

## Наименования полка
За весь период своего существования полк своё наименование не менял:
- истребительный авиационный полк «А»;
- 805-й истребительный авиационный полк;
- 805-й истребительный авиационный Тильзитский полк;
- 805-й истребительный авиационный Тильзитский ордена Александра Невского полк;
- 805-й истребительный авиационный Тильзитский ордена Александра Невского полк ПВО;
- 572-й зенитно-ракетный Тильзитский ордена Александра Невского полк;
- Войсковая часть (Полевая почта) 21246 (до 05.11.1960 г.);
- Войсковая часть (Полевая почта) 21246 (с 05.11.1960 г.).

## История и боевой путь полка
Полк начал формироваться 17 октября 1941 года как истребительный авиационный полк под литерой «А» при 4-м запасном истребительном авиаполку Приволжского Военного округа в городе Моршанск Тамбовской области на самолётах ЛаГГ-3. Наименование 805-й истребительный авиационный полк получил 28 марта 1942 года. Формирование полка закончено 19 июня 1942 года по штату 015/174 на самолётах ЛаГГ-3. В этот же день полк передан в оперативное подчинение 62-й авиационной бригады ВВС Черноморского флота. Боевой работы полк не вёл. 4 июля 1942 года полк передан в состав 265-й истребительной авиационной дивизии 5-й воздушной армии Закавказского фронта, а 5 июля полк вступил в боевые действия против фашистской Германии и её союзников на самолётах ЛаГГ-3, приняв участие в Битве за Кавказ.
Первая известная воздушная победа полка в Отечественной войне одержана 23 июля 1942 года: младший лейтенант Малецкий Н. Т. в воздушном бою сбил немецкий истребитель Ме-109.
| Ла-7 | Ла-5 | ЛаГГ-3 |

На короткое время 16 июля передан в состав 238-й смешанной авиационной дивизии 5-й воздушной армии Закавказского фронта, 28 июля возвращён обратно в состав 265-й истребительной авиационной дивизии. За период боёв в составе 238-й дивизии полк потерял 9 самолётов и 4 лётчика. 4 августа 1942 года полк принял от 270-го иап 5 лётчиков с самолётами ЛаГГ-3.
За период нахождения в составе 265-й истребительной дивизии принимал участие в операциях:
- Армавиро-Майкопская операция — с 6 августа 1942 года по 17 августа 1942 года.
- Новороссийская операция — с 19 августа 1942 года по 5 сентября 1942 года.

После изнурительных боёв, потеряв в боях с начала боевых действий 20 самолётов и 11 лётчиков полк 5 сентября 1942 года выведен с фронта на пополнение в 6-й отдельный учебно-тренировочный авиационный полк Закавказского фронта. 9 декабря полк убыл в тыл на доукомплектование в 26-й запасной истребительный авиационный полк. Прибыв к месту переформирования на ст. Сандары Грузинской ССР 13 декабря, полк был доукомплектован и переформирован к 14 июля 1943 года по новому штату 015/284.
После переформирования и доукомплектования полк 18 июля 1943 года вошёл в состав 229-й истребительной авиационной дивизии 4-й воздушной армии Северо-Кавказского фронта, а 19 июля возобновил боевую работу, приняв участие в операциях:
- Воздушные сражения на Кубани — с 19 июля 1943 года.
- Новороссийская операция — с 10 сентября 1943 года по 16 сентября 1943 года.

За этот период полк выполнил 531 боевой вылет, потерял 11 самолётов и 7 лётчиков.
18 сентября 1943 года полк передан в состав 214-й штурмовой авиационной дивизии 4-й воздушной армии Северо-Кавказского фронта в качестве полка сопровождения. 20 ноября 1943 года полк вместе с 214-й шад введён в состав войск Отдельной Приморской армии, освобождавшей Крым. В этот период полк принимал участие в операциях:
- Новороссийско-Таманская стратегическая наступательная операция — с 18 сентября 1943 года по 9 октября 1943 года.
- Керченско-Эльтигенская десантная операция — с 31 октября 1943 года по 11 декабря 1943 года.
- Крымская наступательная операция — с 8 апреля 1944 года по 11 мая 1944 года.

11 мая 1944 года полк включён в состав вновь формируемой 129-й истребительной авиационной дивизии. Вместе со 129-й истребительной авиационной дивизией до 4 октября 1944 года находился в резерве СВГК, сначала на ст. Катай (Крым), потом на аэродроме Каменная Яруга Харьковского военного округа, где был переформирован по штату 015/364 и освоил истребители Ла-5.
К 12 октября полк вместе с дивизией был перебазирован на 3-й Белорусский фронт, где включён в состав 1-й воздушной армии. С 13 октября полк приступил к боевой работе в составе 129-й истребительной авиационной дивизии 1-й воздушной армии 3-го Белорусского фронта на самолётах Ла-5.
В период боевой работы в составе 129-й истребительной авиационной дивизии полк участвовал в операциях:
- Гумбиннен-Гольдапская операция[2] — с 16 октября 1944 года по 30 октября 1944 года.
- Восточно-Прусская операция[2] — с 13 января 1945 года по 25 апреля 1945 года.
- Инстербургско-Кёнигсбергская операция[2] — с 13 января 1945 года по 27 января 1945 года.
- Кёнигсбергская операция — с 6 апреля 1945 года по 9 апреля 1945 года.

За отличие в боях за овладение городами Тильзит, Гросс, Скайсгиррен, Ауловенен, Жиллин и Каукемен приказом НКО полку 19 февраля 1945 года присвоено почётное наименование «Тильзитский».
805-й истребительный авиационный Тильзитский полк за образцовое выполнение боевых заданий командования в боях с немецкими захватчиками при овладении городом Браунсберг и проявленные при этом доблесть и мужество Указом Президиума Верховного Совета СССР от 26 апреля 1945 года награждён орденом Александра Невского.
День победы полк встретил в Восточной Пруссии на аэродроме Гросс Линденау, ныне Озерки Калининградской области.

### В действующей армии
В составе действующей армии полк находился:
- с 5 июля 1942 года по 9 декабря 1942 года;
- с 19 июля 1943 года по 10 мая 1944 года;
- с 13 октября 1944 года по 9 мая 1945 года.

### Итоги боевой деятельности полка
Всего за годы Великой Отечественной войны полком:
| Выполнено боевых вылетов | Сбито самолётов в воздухе | Уничтожено самолётов всего |
| ------------------------ | ------------------------- | -------------------------- |
| 5952                     | 88                        | 92                         |

Свои потери:
| Потеряно самолётов, всего | Погибло лётчиков всего |
| ------------------------- | ---------------------- |
| 91                        | 39                     |

### Послевоенный период
До 27 июля 1945 года полк базировался на аэродроме Гросс Линденау, а после в составе дивизии передислоцировался на Щучинский аэроузел Барановичского военного округа. В марте 1952 года вместе со 129-й иад передан из 26-й воздушной армии в Московский округ ПВО с перебазированием в Калининскую область на аэродром Хотилово. 10 сентября 1960 года полк передан из расформированной 129-й иад во 2-й корпус ПВО.
5 ноября 1960 года полк расформирован во 2 корпусе ПВО. Все регалии полка переданы во вновь сформированный на базе полка 572-й зенитно-ракетный Тильзитский ордена Александра Невского полк.

## Командиры полка
- майор, подполковник Жарков Дмитрий Васильевич (погиб)[1], 17.10.1941 — 01.12.1943
- майор, подполковник Колесник Василий Артёмович[1], 16.02.1944 — 10.1945

## В составе соединений и объединений
| Период        | Фронт (округ)                        | армия                                   | корпус                                     | дивизия                                             | примечание |
| ------------- | ------------------------------------ | --------------------------------------- | ------------------------------------------ | --------------------------------------------------- | ---------- |
| 17.10.1941 г. | Приволжский военный округ            | ВВС округа                              |                                            | 4-й запасной истребительный авиационный полк        | ЛаГГ-3     |
| 19.06.1942 г. | Черноморский флот                    | ВВС флота                               |                                            | 62-я истребительная авиационная бригада             | ЛаГГ-3     |
| 05.07.1942 г. | Закавказский фронт                   | 5-я воздушная армия                     |                                            | 265-я истребительная авиационная дивизия            | ЛаГГ-3     |
| 16.07.1942 г. | Закавказский фронт                   | 5-я воздушная армия                     |                                            | 238-я смешанная авиационная дивизия                 | ЛаГГ-3     |
| 28.07.1942 г. | Закавказский фронт                   | 5-я воздушная армия                     |                                            | 265-я истребительная авиационная дивизия            | ЛаГГ-3     |
| 05.09.1942 г. | Закавказский фронт                   | ВВС фронта                              |                                            | 6-й отдельный учебно-тренировочный авиационный полк | ЛаГГ-3     |
| 13.12.1942 г. | Закавказский фронт                   | ВВС фронта                              |                                            | 26-й запасной истребительный авиационный полк       | ЛаГГ-3     |
| 19.07.1943 г. | Северо-Кавказский фронт              | 4-я воздушная армия                     |                                            | 229-я истребительная авиационная дивизия            | ЛаГГ-3     |
| 18.09.1943 г. | Северо-Кавказский фронт              | 4-я воздушная армия                     |                                            | 214-я штурмовая авиационная дивизия                 | ЛаГГ-3     |
| 20.11.1943 г. | Приморская армия                     | ВВС армии                               |                                            | 214-я штурмовая авиационная дивизия                 | ЛаГГ-3     |
| 11.05.1944 г. | Харьковский военный округ            | ВВС округа                              |                                            | 129-я истребительная авиационная дивизия            | Ла-5       |
| 28.05.1944 г. | Резерв Верховного Главнокомандования | 8-я воздушная армия                     | 1-й смешанный авиационный корпус           | 129-я истребительная авиационная дивизия            | Ла-5       |
| 01.06.1944 г. | Отдельная Приморская армия           | ВВС армии                               | 1-й смешанный авиационный корпус           | 129-я истребительная авиационная дивизия            | Ла-5       |
| 01.09.1944 г. | Харьковский военный округ            | ВВС округа                              |                                            | 129-я истребительная авиационная дивизия            | Ла-5       |
| 13.10.1944 г. | 3-й Белорусский фронт                | 1-я воздушная армия                     |                                            | 129-я истребительная авиационная дивизия            | Ла-5       |
| 09.05.1945 г. | 3-й Белорусский фронт                | 1-я воздушная армия                     |                                            | 129-я истребительная авиационная дивизия            | Ла-5       |
| 10.06.1945 г. | Белорусско-литовский военный округ   | 1-я воздушная армия                     |                                            | 129-я истребительная авиационная дивизия            | Ла-5       |
| 09.07.1945 г. | Барановичский военный округ          | 1-я воздушная армия                     |                                            | 129-я истребительная авиационная дивизия            | Ла-5       |
| 04.02.1946 г. | Белорусский военный округ            | 1-я воздушная армия                     |                                            | 129-я истребительная авиационная дивизия            | Ла-5       |
| 01.06.1947 г. | Прибалтийский военный округ          | 15-я воздушная армия                    | 14-й истребительный авиационный корпус     | 129-я истребительная авиационная дивизия            | Ла-7       |
| 20.02.1949 г. | Прибалтийский военный округ          | 30-я воздушная армия                    | 58-й истребительный авиационный корпус     | 129-я истребительная авиационная дивизия            | Ла-9       |
| 01.03.1952 г. | Московский район ПВО                 | 52-я воздушная истребительная армия ПВО | 88-й истребительный авиационный корпус ПВО | 129-я истребительная авиационная дивизия ПВО        | Ла-9       |
| 20.08.1954 г. | Московский округ ПВО                 | 52-я воздушная истребительная армия ПВО | 88-й истребительный авиационный корпус ПВО | 129-я истребительная авиационная дивизия ПВО        | МиГ-15     |
| 01.04.1960 г. | Московский округ ПВО                 |                                         | 2-й корпус ПВО                             | 129-я истребительная авиационная дивизия ПВО        | МиГ-17     |

## Благодарности Верховного Главнокомандующего
Воинам полка объявлены благодарности Верховного Главнокомандующего:
- в составе 214-й штурмовой авиационной дивизии:
  - За освобождение города Севастополь[5].
- в составе 129-й истребительной авиационной дивизии:
  - за прорыв обороны немцев и вторжение в пределы Восточной Пруссии[6].
  - за овладение городами Тильзит, Гросс-Скайсгиррен, Ауловенен, Жиллен и Каукемен[7].
  - за овладение городом Инстербург[8].
  - за овладение городами Вормдитт и Мельзак[9].
  - за овладение городом Браунсберг[10].
  - за овладение городом Хайлигенбайль[11].
  - за разгром группы немецких войск юго-западнее Кёнигсберга[12].
  - за овладение городом и крепостью Кёнигсберг[13].
  - за овладение городом и крепостью Пиллау[14].

## Отличившиеся воины
- Новиков Константин Афанасьевич, лётчик полка с ноября 1941 года по сентябрь 1942 года, Указом Президиума Верховного Совета СССР от 1 мая 1943 года удостоен звания Героя Советского Союза будучи старшим лётчиком 40-го гвардейского истребительного авиационного полка (217-я истребительная авиационная дивизия, 4-я воздушная армия, Северо-Кавказский фронт), гвардии младший лейтенант. Золотая Звезда № 1064.

## Лётчики-асы полка
| Фамилия, имя отчество          | Награды | Сбито самолётов (+ в группе) | Примечание                                                                      |
| ------------------------------ | ------- | ---------------------------- | ------------------------------------------------------------------------------- |
| Демчев Иван Родионович         |         | 5 + 1                        | Лётчик полка: дек. 1942 — май 1945. Боевых вылетов: 252 (на 24.04.1945 г.)      |
| Джамбазишвили Семён Самсонович |         | 5 + 0                        | Лётчик полка: июнь 1943 — май 1945. Боевых вылетов: 161 (на 08.04.1945 г.)      |
| Новиков Константин Афанасьевич |         | 28 + 5                       | Лётчик полка: нояб. 1941 — сент. 1942. Боевых вылетов: 468; воздушных боёв: 98. |
| Рябинин Николай Александрович  |         | 9 + 2                        | Лётчик полка: июль 1943 — май 1945. Боевых вылетов: 225 (на 19.04.1945 г.)      |
| Сибикеев Михаил Леонтьевич     |         | 12 + 3                       | Лётчик полка: сент. 1943 — окт. 1944. Боевых вылетов: 314; воздушных боёв: 72   |
| Смирнов Иван Степанович        |         | 6 + 1                        | Лётчик полка: июль 1943 — май 1945. Боевых вылетов: 185 (на 12.04.1945 г.)      |

## Самолёты на вооружении
| Период            | Самолёты |
| ----------------- | -------- |
| 1941 — 11.05.1944 | ЛаГГ-3   |
| 11.05.1944 — 1947 | Ла-5     |
| 1947 — 1948       | Ла-7     |
| 1948 — 1952       | Ла-9     |
| 1952 — 1954       | МиГ-15   |
| 1954 — 1960       | МиГ-17   |

## Базирование
| Период            | Аэродром                          |
| ----------------- | --------------------------------- |
| 05.1945 — 08.1945 | Гросс Линденау, Восточная Пруссия |
| 08.1945 — 04.1952 | Желудок, Гродненская область      |
| 04.1952 — 11.1960 | Хотилово, Тверская область        |